# Tore Billqvist
Tore Elias Albrekt Billqvist, född 29 november 1905 i Falun, död 12 juli 1949, var en svensk läkare.
Han var son till handlaren August Billkvist och Nanny Lundberg.
Han tog studentexamen i Örebro 1925, med.lic. i Stockholm 1933 och tjänstgjorde vid Serafimerlasarettets öronpoliklinik och vid öronavdelningen i Stocksund. Vidare var han verksam vid Sabbatsbergs sjukhus och vid Sahlgrenska sjukhuset i Göteborg. Han var läkare vid Göteborgs stads poliklinik för öron-, näs- och halssjukdomar 1944-49.
Han är begravd på Östra kyrkogården, Göteborg. Han har fått en gata uppkallad efter sig i Guldheden, Doktor Billqvists gata.